# Oberonia lancipetala
Oberonia lancipetala är en orkideart som beskrevs av Rudolf Schlechter. Oberonia lancipetala ingår i släktet Oberonia och familjen orkidéer. Inga underarter finns listade i Catalogue of Life.